# Коротков, Анатолий Павлович
Анатолий Павлович Коротков (25 января 1947 — 24 марта 2015, Москва, Российская Федерация) — советский и российский юрист, руководитель Главного организационно-инспекторского управления Следственного комитета Российской Федерации, генерал-полковник юстиции (2012), заслуженный юрист Российской Федерации.

## Биография
В 1969 г. окончил Харьковский юридический институт. После службы в советской армии — в органах военной прокуратуры, где прошёл путь от военного следователя до старшего следователя по особо важным делам при Главном военном прокуроре. Руководил следствием в качестве заместителя военного прокурора Ленинградского военного округа, заместителя начальника следственного управления Главной военной прокуратуры.
В 1993—1998 гг. — в аппарате Совета безопасности Российской Федерации. Затем возглавлял подразделения Генеральной прокуратуры Российской Федерации, осуществлявшие организационно-методическую и аналитическую работу в сфере предварительного следствия. Являлся одним из разработчиков Уголовно-процессуального кодекса Российской Федерации.
В последние годы — руководитель Главного организационно-инспекторского управления Следственного комитета Российской Федерации.

## Награды и звания
- наградное оружие (похищено после смерти)[2].
- Награждён орденом «За службу Родине в Вооружённых Силах СССР» III степени и многими медалями.

- Заслуженный юрист Российской Федерации (2007).